# Бисерово (Ногинский район)
Би́серово — село в Богородском городском округе Московской области России, входит в состав городского поселения Старая Купавна.

## Население
| 1678 | 1852 | 1859 | 1869 | 1886 | 1890 | 1926 |
| ---- | ---- | ---- | ---- | ---- | ---- | ---- |
| 34   | ↗236 | ↗249 | ↗272 | ↘254 | ↘102 | ↗386 |
| 2002 | 2006 | 2010 |      |      |      |      |
| ↘181 | ↘132 | ↗213 |      |      |      |      |

## География
Село Бисерово расположено на востоке Московской области, в юго-западной части Богородского городского округа, примерно в 17 км к востоку от Московской кольцевой автодороги и 22 км к юго-западу от центра города Ногинска, севернее одноимённого озера.
В 3 км южнее села проходят Носовихинское шоссе и пути Горьковского направления Московской железной дороги, в 3,5 км к северу — Горьковское шоссе М7, в 6 км к юго-востоку — Кудиновское шоссе Р109, в 8 км к востоку — пути хордовой линии Мытищи — Фрязево Ярославского направления Московской железной дороги.
Ближайший населённый пункт — посёлок Рыбхоз.
В селе четыре улицы — Озёрная, Полевой надел, Слобода Н. и Центральная; приписано 3 садоводческих товарищества (СНТ). Связано автобусным сообщением с городом Старой Купавной и железнодорожной станцией Купавна.

## История
Одно из первых упоминаний села приблизительно датируется 1430 годом: именно тогда великий князь Василий Васильевич Темный освободил на пять лет его жителей от яма и подвод. Всякого нарушившего княжеский указ ожидала кара: «А что у них кто возьмет или чем их изобидит, быти от меня в казни».
Село Бисерово с церковью Богоявления в 1623—1624 гг. относилось к Почерневу стану Московского уезда и являлось вотчиной Спасо-Андроньева монастыря. В 1646 году в селе числилось 20 дворов, в 1678 году — 11 крестьянских дворов и 34 человека, в 1704 году — 18 крестьянских дворов.
В середине XIX века относилось ко 2-му стану Богородского уезда Московской губернии. В селе была церковь, 35 дворов, крестьян 111 душ мужского пола и 125 душ женского.
В «Списке населённых мест» 1862 года — казённое село 2-го стана Богородского уезда Московской губернии по правую сторону Владимирского шоссе (от Богородска), в 21 версте от уездного города и 15 верстах от становой квартиры, при Бисеровском озере, с 35 дворами и 249 жителями (114 мужчин, 135 женщин).
По данным на 1869 год — село Бисеровского сельского общества Васильевской волости 2-го стана Богородского уезда с 51 двором, 47 деревянными домами и 272 жителями (124 мужчины, 148 женщин), из которых 38 грамотных. В селе была каменная церковь Богоявления Господня 1814 года постройки с приделами Казанской Божией Матери и святого Сергия, а также школа, лавка и питейный дом, имелось 35 лошадей и 39 единиц рогатого скота.
В 1913 году — 53 двора и церковно-приходская школа.
По материалам Всесоюзной переписи населения 1926 года — центр Бисеровского сельсовета Васильевской волости Богородского уезда в 4 км от Владимирского шоссе и 3 км от станции Купавна Нижегородской железной дороги, проживало 386 жителей (192 мужчины, 194 женщины), насчитывалось 74 хозяйства (66 крестьянских), работали школа 1-й ступени и лавка.
С 1929 года — населённый пункт Московской области в составе Бисеровского сельсовета Богородского (1929—1930) и Ногинского районов (1930—1959).
Решением Московского областного комитета от 8 августа 1959 года № 955 село было передано в административное подчинение рабочему посёлку Купавна.
В 2006 году село вошло в состав городского поселения Старая Купавна Ногинского муниципального района Московской области.
В 2015 году между Бисеровским шоссе и поселком[каким?] началось строительство микрорайона «Новое Бисерово 2».
В 2018 году в связи с образованием Богородского городского округа село того же городского поселения было приписано к нему.

## Достопримечательности

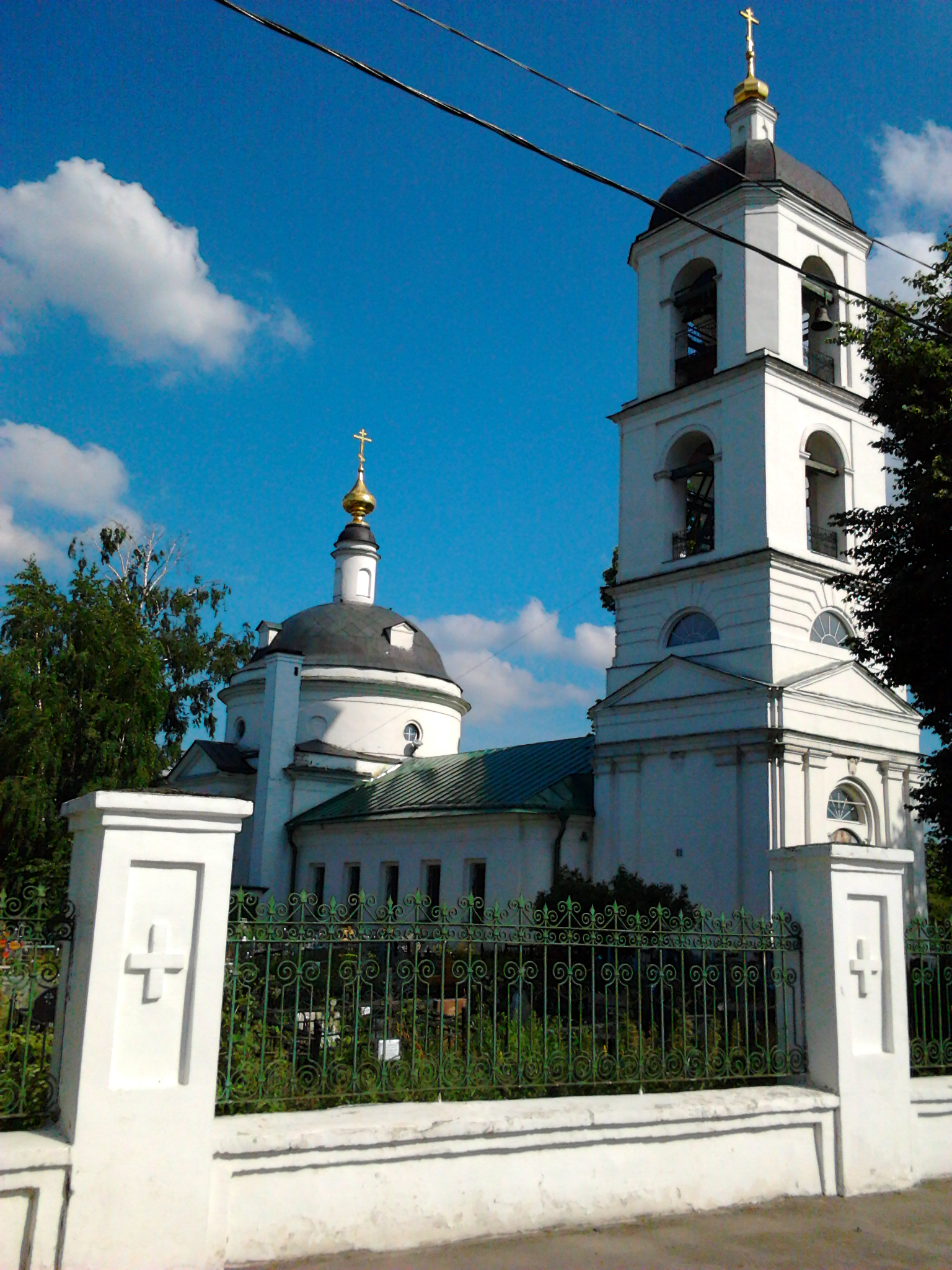
Церковь Богоявления Господня

В селе находится однокупольная церковь Богоявления Господня (1814 г.), построенная в стиле классицизма, с трёхъярусной колокольней (перестроена в 1872 г.) и трапезной с Казанским и Сергиевским приделами. Была закрыта в 1939 году, спустя 60 лет вновь открыта и отреставрирована. Является памятником архитектуры регионального значения.